# Drávaszarvas
Drávaszarvas (horvátul: Sarvaš, németül: Sarwasch) egykori német nemzetiségű falu Horvátországban, Eszék-Baranya megyében. Közigazgatásilag Eszékhez tartozik.

## Fekvése
Eszék központjától 13 km-re délkeletre, a Szlavóniai-síkság szélén, a Dráva jobb partján fekszik. Áthalad rajta az Eszékről Erdődre menő vasútvonal. 

## Története
A régészeti leletek tanúsága szerint területe az őskortól az ókorig folyamatosan lakott volt. Itt egész Szlavónia egyik legnagyobb és legjelentősebb régészeti lelőhelye található, hiszen a falu határában egymásra rakódva több rétegben tell típusú települések egész sorát találták meg. A lelőhely gazdagságára jellemző, hogy a kultúrréteg néhány helyen hatméteres mélységre is leér. A vučedoli kultúra leletmennyisége például sokkal nagyobbnak bizonyult, mint magának a névadó vučedoli lelőhelynek a leletei. Mindkét ember alkotta tellt a társadalmi és gazdasági élet központjainak folyamatos rátelepülése hozta létre. Drávaszarvason a korai neolitikumtól kezdve az emberi élet folyamatos lehetett. A neolitikumi Sopot-kultúra, a kőrézkori Baden-kultúra, a Kosztolác-kultúra és vučedoli kultúra, valamint a bronzkori kultúrák, Vinkovci- és Belegis-kultúra egyaránt képviseltetik magukat. A vaskori La Tène-kultúra, valamint a római kerámiák megerősítik, hogy a terület folyamatos lakottsága egészen az ókorig fennállt.
A települést már a középkorban is Szarvas néven említik a források. Elsőként 1279-ben „Zorwos” alakban a pécsváradi konvent oklevele, melyben Morianus comes végrendeletileg rendelkezik birtokai felől, mely szerint „Zorwos”, „Warad” és „Touth” nevű birtokait leányára hagyja. 1360-ban „Zaruas”, 1460-ban „Zarwas” formában írják. A szántai Laczkfiak, majd a szekcsői Herczegek, a Kórógyiak és a grabarjai Beriszlók birtoka volt. Eredetileg Valkó és Baranya megyék határán feküdt. A török 1526-ban a mohácsi csata előtt szállta meg és valószínűleg teljesen elpusztította. A 16. század első felében a Drina és a Neretva mellékéről muzulmán lakosságot telepítettek be. Az 1579-es török defter szerint 21 házában mind muzulmánok laktak. A falu az erdődi szpáhibirtok része volt. A felszabadító harcok során teljesen elnéptelenedett. A térség többi településével együtt 1687-ben szabadult fel végleg a török uralom alól. Az 1698-as kamarai összeírásban „desertus pagus Czarvasch” néven lakatlan faluként szerepel.
Előbb kamarai birtok volt, majd 1746-ban Erdődi Pálffy Rezső gróf kapta királyi adományként. Tőle vásárolta meg 1778-ban Adamovich Kapisztrán János báró, Verőce megye alispánja, aki mindjárt el is adta egy Kovács János nevű nemesnek. A török idők viharaiban teljesen elnéptelenedett falu egykori magyar lakossága helyére a 18. és 19. században németeket telepítettek. Drávaszarvas német jellegét egészen a második világháború végéig megőrizte, amikor német lakosságát elűzték. A 18. században pravoszláv szerb lakosság is települt ide, de a 19. század végére már alig volt szerb a településen. Ezért az 1753-ban épített pravoszláv templomot később a katolikusok vették át, bár Szarvason már állt egy 1774-ben fából épített Keresztelő Szent János katolikus templom. Szarvas az eszéki alsóvárosi plébániához tartozott, ahol szolgálatát az eszéki ferences atyák látták el. Drávaszarvas 1807-ben lett plébánia központja. Az új katolikus plébániatemplomot 1813. november 21-én szentelték fel. 
Az első katonai felmérés térképén „Szarbas” néven található. Lipszky János 1808-ban Budán kiadott repertóriumában „Szarvas” néven szerepel. Nagy Lajos 1829-ben kiadott művében „Szarvas” néven 140 házzal, 856 katolikus, 12 ortodox és 8 zsidó vallású lakossal találjuk. Hajdan a település saját MÁV vasútállomással rendelkezett. Ma csak megállóhely, a régi MÁV-épületek romosak.
1857-ben 1096, 1910-ben 1191 lakosa volt. Verőce vármegye Eszéki járásához tartozott. Az 1910-es népszámlálás adatai szerint lakosságának 96%-a német, 2-2%-a horvát és magyar anyanyelvű volt. A település az első világháború után az új szerb-horvát-szlovén állam, majd később (1929-ben) Jugoszlávia része lett. A második világháború végén a német lakosság nagy része elmenekült a partizánok elől. Az itt maradtakat a kommunista hatóságok kollektív háborús bűnösökké nyilvánították, minden vagyonuktól megfosztották és az erre a célra kialakított munkatáborba zárták. Az életben maradottakat erőszakkal Ausztriába és Németországba telepítették ki. A második világháború után a horvát Bánságból, Likából, a Kordun területéről szerbek, a Zagorje, a Prigorje, Dalmácia és Lika területéről horvátok érkeztek a helyükre. 1968 és 1970 között felépítették az új pravoszláv templomot. Az 1991-es népszámlálás adatai szerint lakosságának 47%-a horvát, 39%-a szerb, 8%-a jugoszláv nemzetiségű volt. A délszláv háború idején a szerb erők megszállták, a nem szerb lakosságot elűzték és a település nevét Jelenovora szlávosították. A háború során a katolikus és a pravoszláv templomot is lerombolták. A településnek 2011-ben 1884 lakosa volt.

## Lakossága
- 1910-ben 1191 lakosa közül 1144 német (96,1%), 26 magyar (2,2%) volt.
- 1991-ben 1839 lakosából 862 horvátnak (46,9%), 711 szerbnek (38,7%) és 17 magyarnak (0,9%) vallotta magát.
- 2011-ben 1884 lakosa volt.

| Lakosság változása | Lakosság változása | Lakosság változása | Lakosság változása | Lakosság változása | Lakosság változása | Lakosság változása | Lakosság változása | Lakosság változása | Lakosság változása | Lakosság változása | Lakosság változása | Lakosság változása | Lakosság változása | Lakosság változása | Lakosság változása |
| ------------------ | ------------------ | ------------------ | ------------------ | ------------------ | ------------------ | ------------------ | ------------------ | ------------------ | ------------------ | ------------------ | ------------------ | ------------------ | ------------------ | ------------------ | ------------------ |
| 1857               | 1869               | 1880               | 1890               | 1900               | 1910               | 1921               | 1931               | 1948               | 1953               | 1961               | 1971               | 1981               | 1991               | 2001               | 2011               |
| 1.096              | 1.173              | 1.167              | 1.183              | 1.188              | 1.191              | 1.160              | 1.202              | 1.051              | 1.127              | 1.488              | 1.558              | 1.750              | 1.839              | 1.539              | 1.884              |

## Gazdaság
A helyi gazdaság alapja a mezőgazdaság, az állattartás, az építőipar, a kereskedelem és a vendéglátás.

## Nevezetességei
- Keresztelő János tiszteletére szentelt római katolikus plébániatemploma[11] 1810 és 1813 között épült barokk-klasszicista stílusban a régi fatemplom helyett. 1919-ben megújították, mely után 1928-ban szentelték fel újra. A délszláv háborúban 1991-ben a falut elfoglaló szerbek lerombolták. A templom tornyát 1991. augusztus 1-jén harckocsigránáttal döntötték le. A háború után teljesen újjáépítették.

- Keresztelő Szent János születése tiszteletére szentelt szerb pravoszláv temploma 1753-ban épült. Ikonosztázát Dimitrije Bačević festette 1766-ban. Miután a szerbek a 19. században a falut elhagyták ezt a templomot a római katolikus egyháznak adták át. Az azonos titulusú új templom építése 1970-ben kezdődött és 1990-ben szentelték fel. Az épületet a horvátok 1991. június 16. és szeptember 17. között számos alkalommal jelentősen megrongálták. Megsérült a tető, a belső tér pedig kiégett. Teljes berendezését, beleértve az új ikonosztázt, a liturgikus tárgyakat, a miseruhákat és az egyházi könyveket megsemmisítették. A falakat aknával rombolták le, csak az alapok maradtak.

## Kultúra
A KUD Sarvaš kulturális és művészeti egyesületet 2012. május 17-én alapították. Célja a régi sokác hagyományok ápolása, fesztiválokon, nyilvános rendezvényeken és koncerteken történő magas színvonalú bemutatása. Az egyesületnek felnőtt és gyermek folklór szekciója van. Érdekesség, hogy az egyesületnek egy ideig nem volt tamburazenekara, dalaikat, táncaikat dudaszóval kísérték.

## Oktatás
Ljudevit Gaj általános iskola

## Sport
- NK Sarvaš labdarúgóklub. A klubot 1991-ben alapították.
- KK Sarvaš kosárlabdaklub
- RK Sarvaš kézilabdaklub
- Sport Virtual egyesület

## Egyesületek
- DVD Sarvaš önkéntes tűzoltó egyesület
- Kreatív klub